# Nickel Boys
Nickel Boys är en amerikansk dramafilm som hade premiär på Telluride Filmfestival den 30 augusti 2024. Filmen som är regisserad av RaMell Ross är baserad på Colson Whiteheads Pulitzerbelönade roman från 2019 med samma namn.

## Handling
Filmen handlar om vänskapen mellan två unga afroamerikanska killar i en reformskola i Florida under 1960-talet, och hur de överlever dess korrupta administration.

## Rollista (i urval)
- Ethan Herisse - Elwood
  - Ethan Cole Sharp - Elwood, som ung
  - Daveed Diggs - Elwood, som vuxen
- Brandon Wilson - Turner
- Aunjanue Ellis-Taylor - Hattie
- Hamish Linklater - Spencer
- Fred Hechinger - Harper
- Jimmie Fails - Mr. Hill